# Booré (Boussouma)
Pour les articles homonymes, voir Booré et Boré.
Booré, parfois orthographié Boré, est une localité située dans le département de Boussouma de la province du Sandbondtenga dans la région des Kuilsé au Burkina Faso.

## Géographie
Booré se situe à une dizaine de kilomètres au sud de Kaya.

## Éducation et santé
Le centre de soins le plus proche de Booré est le centre médical avec antenne chirurgicale (CMA) de Boussouma tandis que le centre hospitalier régional (CHR) se trouve à Kaya.
Booré possède une école primaire publique.